# 闇之森八幡社
闇之森八幡社（くらがりのもりはちまんしゃ）は、愛知県名古屋市中区正木にある神社である。若宮八幡宮ともいわれる。
かつて神域には大木が鬱蒼と茂り、それは月の光も射さぬと句に詠まれるほどで、いつしか闇の森と呼ばれるようになった。大正時代に名古屋十名所のひとつに選ばれる。

## 由緒
創建は長寛年間（1163年-1165年）。源為朝が石清水八幡宮を勧請したと伝えられる。境内に為朝の甲冑を埋めたといわれる「鎧塚」がある。その後、永正7年（1511年）室町時代に市部荘総鎮守として永正11年（1515年）には、鶴見直親・鬼頭源氏などにより重修されたと記されている。時代は下がって織田信長の父、織田備後守信秀が古渡城築城の時には領内守護として、天文11年（1543年）には社殿の修築がなされた。江戸時代になると、尾張藩主初代徳川義直が名古屋に入府以来、特に崇敬され、享保9年（1725年）には6代目藩主徳川綱友が市川太郎左衛門尉近長に命じて社殿の改修を行った。明治時代になってからは徳川義禮が石垣修築の献金をされました。このように神社は代々の尾張藩主からも厚く崇敬され、その証のひとつが、神社に入る鳥居の幣額で第19代徳川家当主徳川義親公の直筆であるという。

## 祭神
- 応神天皇
- 神功皇后
- 仁徳天皇

## 祭事
例祭（10月14日、15日）

## 摂末社
- 大黒社・恵比須社合殿
- 山神社
- 尾頭神社
- 榎白龍明神・榎白龍大神
- 楠黒竜社
- 弁財天社
- 加具土社
- 天王社・熱田社・秋葉社合殿
- 春日社
- 神明社
- 御倉社
- 福森稲荷社
- 稲荷社奥之院

## 片目の鮒
昔、ある少年が病気の母のために、闇之森の池の片目の鮒を食べさせたところ、母の病気が治った。少年は感謝の心で川から2尾の鮒を捕まえて、闇之森の池に放った。また別の人が片目の鮒を食べて元気になったという「片目の鮒」の伝説がある。

## その他
- 徳川宗春が尾張藩主時代の享保18年（1733年）に、浄瑠璃「睦月連理𢢫」の元となる、遊女小さんと畳職人喜八の心中未遂事件が起きる。この心中未遂事件を題材にした浄瑠璃が上演され名古屋中の大評判となった[7]。